# Тријализам
У историји Аустроугарске, тријализам се односи на политички покрет који за циљ има реорганизацију двојне монархије у тројну, стварајући словенски дио монархије једнаког статуса као аустријски и мађарски. Идеја никада није била близу стварног спровођења, иако је имала неколико значајних заговорника међу припадницима политичких елита. На крају Првог свјетског рата, њени заговорници су кратко добили номиналну подршку за тријалистички манифест, али се монархија убрзо након тога распала.

## Историја
Покрет је настао осамдесетих година 19. вијека у аристократским и црквеним круговима царства као реакција на мађарски национализам и требао да је да се супротстави револуционарном, сецесионистичком југословенству, као што се радило у хабзбуршком државном апарату са подршком хрватских политичара и аустријских званичника (укључујући надвојводу Франца Фернинанда). Нада тријалистичких аустријских монархиста је била да се Србија евентуално придружи Хрватској која би била створена, док би се извршио притисак на Мађаре што би омогућило Бечу да настави да доминира царством у цјелини.
Почетком и средином 19. вијека покрет је био пансловенски и захтијевао је да, поред аустријске и мађарске круне, буде успостављена и трећа словенска круна (Сјеверних и Јужних Словена одвојено), што би омогућило царству да се одупре претензијама осталих словенских држава (Русија и Србија).
Са падом раних пансловенских (чешко-словачких и хрватско-словеначко-српски) покрета, нови концепт тријализма се јавља у хрватском делу. Након аустро-угарског нагодбе 1867. и хрватско-угарске нагодбе 1868. године дошло је до великих незадовољства међу словенским становништвом које је било подијељено између двије круне (Хрвати у Истри и Далмацији су били под аустријском круном, у Хрватској и Славонији под угарског круном, а у Босни и Херцеговини под заједничком управом). Снажан притисак за реорганизацијом царства углавном је долазио из Војводине и Славоније и из Босне и Херцеговине, који су од пораза од Мађара 1848—1849. презирали своју повезаност са њима. Било је много тријалистичких приједлога, али заједничка идеја је била да се монархија састоји од Аустријског царства, Угарског краљевства и Краљевине Словена.
У Хрватској су најистакнутији заговорници идеје био др Никола Звонимир Бјеловичић, аутор књиге „Тријализам и хрватска држава”, др Иво Пилар, историчар, политичар и официр аустроугарској војске који је заговарао идеју тријализма у својој књизи „Јужнословенске питање”, др Александар Хорват, вођа промонархистичке Чисте стране права и хрватски представник на потписивању тријалиситчког споразума у Бечу и Будимпешти 1918. године. Други заговорници идеје су били генерал Стјепан Саркотић, фелдмаршал Светозар Боројевић, Иво Продан, надбискуп Јосип Штадлер, генерали Лукас Шњарић и Михаел Михаљевић.
Никола Звонимир Бјеловучић је предлагао тријалистичку монархију (1911) која је требала носити назив Аустроугарскохрватска монархија и сваки цар и краљ је требао да се посебно крунише у Аустрији, Угарској и Хрватској. Заједнички послови Аустроугарскохрватске  били би министарство поморства са сједиштем у Пули; свака држава у монархији би имала независну војску са својим званичним језиком и официрским кадром; министарство спољашњих послова би имало једнак број запослених из сваке државе и свака држава би га једнако финансирала; и парламент би имао једнак број заступник из сваке државе.
Према Бјеловучићу Краљевина Хрватска би се састојала од Словеначких земаља, Истре, Ријеке, Хрватске и Славоније, Далмације, Босне и Херцеговине. Трст са западном Истром био би формална аутономна област у саставу Краљевине. У тој области Италијани би били у политичком смислу једнаки Хрватима. У Краљевини Хрватској Хрвати и Срби (са Муслиманима) уживали би посебне националне слободе унутар локалне самоуправе. Посебна одредба би била усвојена за језик, образовање и религију. Према Бјеловучићевом приједлогу, Хрватска би имала укупно шест „краљевских хрватских” министара.
Међу присталицама тријализма у породици Хабзбург био је надвојвода Леополд Салватор који је служио као артиљеријски официр у Загребу од 1894. до 1900, крунски принц Рудолф који је подржава федерализацију монархије и надвојвода Франц Фердинанд, који је био истакнути заговорник тријализма. Током своје кратке владавине цар и краљ Карл подржавао је тријалистички концепт и заговарао реорганизацију монархије.